# Perry Mason: Omicidio sull'asfalto
Perry Mason: Omicidio sull'asfalto (Perry Mason: The Case of the Maligned Mobster) è un film per la televisione del 1991, diretto dal regista Ron Satlof.

## Trama
Durante una festa per una nuova iniziativa commerciale, l'ex boss Johnny Sorrento ha una violenta discussione con sua moglie Maria a causa delle sue scappatelle con altre donne (l'ultima proprio durante la festa dove si era appartato). Maria, esasperata dal marito fugge via minacciando di iniziare le pratiche per il divorzio. Johnny la insegue subito con un'altra auto e così di seguito i padroni di casa. Durante questo inseguimento a distanza qualcuno spara all'auto di Maria Sorrento facendola precipitare in un dirupo.
Accanto al fucile abbandonato sulla collina si trova un sigaro della stessa marca usata da Johnny il quale viene arrestato con l'accusa di omicidio. Frank Halloran si reca dal suo vecchio amico Perry Mason per chiedere di assumere la difesa di Johnny del quale è avvocato per le questioni finanziarie. Johnny Sorrento è conosciuto come boss della malavita organizzata, anche se lui e il suo avvocato giurano che da dieci anni hanno solo attività "pulite".
Sentiti i suoi collaboratori Ken e Della, i quali gli ricordano che tutti hanno diritto alla difesa, Perry accetta il caso. Nelle indagini si scopre che i fatti di oggi sono collegati con un omicidio di qualche anno prima dove era stato condannato l'autista di Sorrento. Alla fine Perry Mason scoprirà la deludente verità.

## Accoglienza
Episodio insolito, in cui il cliente di Mason è un malavitoso che non corrisponde al solito canone di innocente, tipico della serie; elemento che ha scontentato molti dei fan del personaggio.